# Deponia
Deponia Es un videojuego de aventura gráfica point and click desarrollada y publicada por Daedalic Entertainment el 27 de enero de 2012. El juego original era enteramente en alemán (el nombre Deponia es un juego de la palabra alemana "Deponie", la cual significa "vertedero") y fue el primero en una trilogía de juegos. El segundo juego de la trilogía, Chaos on Deponia, fue publicado el 12 de octubre de 2012 en Alemania, y el tercero, Goodbye Deponia se publicó el 15 de octubre de 2013.  A pesar de que originalmente consideró que fuera una trilogía, una cuarta entrega Deponia Doomsday fue lanzada el 1 de marzo de 2016.
La versión inglesa del primer juego fue lanzada el 7 de agosto de 2012 con una actuación de voz completamente nueva. En julio 2015, Daedalic Entertainment anunció que la serie estaría disponible en iPad, con el primer capítulo lanzando a mediados de agosto.

## Modo de juego
Deponia es un juego de rompecabezas 2.5D, en el que el jugador debe interactuar con objetos de diferentes maneras, que incluyen recoger objetos más pequeños, activar máquinas y combinar objetos, todo en la búsqueda de resolver acertijos para avanzar en la historia.

## Argumento
El juego empieza con el protagonista, Rufus, despertando en su dormitorio. Después de reunir suministros, él sale de su casa uniéndose a un cohete improvisado hacia el Organon. Después de que su 'cohete' se rompa a mitad de vuelo, Rufus finalmente termina en el dirigible, donde  ve a Goal, una "Elysian Pixie" siendo hostigada por los guardias del Organon en la nave. Cuando Rufus intenta rescatarla, involuntariamente los golpea a ambos desde la nave y los devuelve a Kuvaq. Finalmente Rufus la encuentra inconsciente en el ayuntamiento, con una larga fila de personas haciendo cola afuera por el honor de cuidarla. Después de conocer a Gizmo y tomar un número de la máquina de espera, Rufus causa caos en la ciudad al detonar explosivos, lo que provoca que la gente se disperse y le permita saltar al frente de la fila. Para despertar a Goal, él tiene que usar un café particularmente potente hecho de una larga lista de ingredientes extraños. Durante esta búsqueda, Rufus sin darse cuenta le da a Wenzel el adivinador de agua de su padre, que luego usa para encontrar agua limpia, haciéndolo rico y haciéndole creer que Goal ahora será confiado a su cuidado. Rufus finalmente encuentra todos los ingredientes y hace el café, pero cuando intenta dárselo a Goal, es detenido por una variedad de personas, a las que logra distraer de varias maneras. Después de tomar el café, Goal se despierta, pero después de enterarse de Rufus, lo golpea en la cara. Cuando el finalmente se despierta e intenta hablar con Goal, ella solo puede hablar incoherencias, pero Rufus logra descubrir que Cletus es el prometido de Goal, y que lo recompensará generosamente por su regreso. Al sabotear la oficina de correos, Rufus logra contactar a Cletus y lo convence de llevarlo al Elysium. Acordaron reunirse en Lower Ascension Station en la plataforma superior después de la puesta de sol de mañana.  En este punto, Rufus es arrestado por Gizmo, y el alguacil Argus llega para recoger a Goal. Rufus escapa y salva Goal una vez más, antes de volar la casa de Wenzel y escapar a la Mina de Basura.
Al llegar al área de carga de la Mina de Basura, Rufus comienza a buscar alrededor. A estas alturas Goal todavía esta inconsciente, y entonces, cuando el puente colapsa, terminan separados por el abismo generado. Rufus utiliza una grúa para recoger a Goal del otro lado, y luego continúa hacia el Edificio de Control del Ferrocarril de la Mina.  Él descubre una bicicleta minera que cree que podrá transportarlo a él y a Goal hasta la estación Ascension,  pero luego de una inspección más cercana, descubre que faltan algunas piezas clave. Después de conocer a 'Doc', un operario / distribuidor de piezas de repuesto / cirujano de cerebro, Rufus aprende cómo arreglar la bicicleta y procede a llevarla a dar un paseo. Él puede conducir la bicicleta hasta el nivel superior, mediante el uso de un sencillo interruptor en una sala de control, donde puede consultar el mapa del ferrocarril, y luego vuelve a bajar en la bicicleta con un par de piezas importantes que necesita para encender algunas de las luces en los túneles exteriores oscuros.. Rufus regresa donde Goal con la bicicleta, la carga sobre ella con la grúa después de tomar algunas lecciones de meditación de Doc y luego se conduce a sí mismo y Goal a la Lower Ascension Station a través de un laberinto difícil.
Mientras Goal aún está dormida, Rufus intenta encontrar un camino hacia la plataforma superior para encontrarse con Cletus. Después de revelar que aquí era donde lo dejó su padre (para irse al Elysium), comienza a buscar alrededor. Una vez que ha reprogramado un ascensor, y se ha elevado a la plataforma superior, Rufus escucha una conversación entre Cletus y Argus en la que se revela que están tramando juntos, y que Goal solo es necesaria porque hay información almacenada en su implante cerebral defectuoso.El supervisor principal, Ulysses, también está en la trama. Rufus sigue a Cletus, con quien comparte un parecido sorprendente, finalmente se enfrenta a él y descubre que se va a explotar Deponia, y que Cletus está en posesión de un implante de memoria de respaldo para Goal que no tiene memoria de él. Rufus declara que odia a Deponia en un estilo similar al de su padre. Luego intenta retroceder, solo para ser detenido por Argus, a quien no puede pasar por miedo al Organon. Disfrazándose a sí mismo como Cletus, Rufus puede escabullirse entre ellos, solo para descubrir que falta Goal. Después de seguir el rastro, termina en el montón de basura del capitán Bozo, donde se reúne con Goal y Doc. Después de ordenar sus implantes, Goal se despierta y Rufus la actualiza. Discuten sobre su plan, y regresan a la estación, sacando a un grupo de soldados con la grúa. Después de ocuparse de Cletus, Goal y Rufus ascienden a Elysium, mientras que Rufus aclara todo sobre Goal, quien exige que le devuelvan su implante de memoria.  Rufus regresa al planeta, donde se encuentra con Cletus nuevamente y le entrega el cartucho de memoria. Goal se despierta, y ella y Cletus regresan a Elysium. Argus decide no dejar ir a Rufus porque sabe demasiado, y entonces Rufus regresa con el Capitán Bozo.

## Recepción
Deponia recibió generalmente buenas críticas. El agregador de reseñas Metacritic le da al juego un 74% (basado en 33 comentarios) y lo describe como "una comedia de errores de ritmo rápido y una de las historias de amor más inusuales en la historia del juego" ambientada en "un mundo de juego único al estilo de Douglas Adams, Terry Pratchett y Matt Groening."
Algunos críticos como "Strategy Informer" criticaron el juego y dijeron que "la trama se mueve de forma glacial y parece estar sujeta a rompecabezas que no la complementan". Destructoid estuvo de acuerdo con este punto, diciendo que "el juego prolonga el diálogo con bromas malas tras malas, a veces".
Sin embargo, a la mayoría de los críticos y jugadores les gustó el juego en general, y los puntos clave de alabanza fueron "Una historia brillantemente absurda, un estilo cómico apropiado y oradores fuertes". (GamingXP), "Deponia es una aventura increíblemente divertida y cariñosamente diseñada". y "Deponia es uno de los point & click más entretenidos que hemos visto en los últimos años".
Kotaku le dio al juego una crítica positiva, diciendo "La primera en una trilogía de juegos planificada que me gusta considerar como la Saga de Rufus, Deponia es aguda, bonita y extravagante".